# Juan Vicéns
Pour les articles homonymes, voir Vicens et Sastre.
Juan Vicéns, né le 7 septembre 1934, à Ciales, à Porto Rico et décédé le 18 février 2007, à Ponce, à Porto Rico, est un ancien joueur portoricain de basket-ball. Il évolue durant sa carrière au poste de meneur.

## Palmarès
- Finaliste des Jeux panaméricains de 1959
- 3e des Jeux panaméricains de 1963